# フランチェスコ・マリア・ピアーヴェ

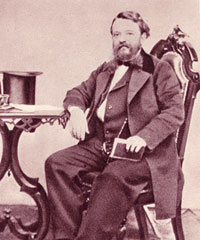
フランチェスコ・マリア・ピアーヴェ

フランチェスコ・マリア・ピアーヴェ（Francesco Maria Piave、1810年5月18日 - 1876年3月5日）は、イタリアのオペラ台本作家である。ジュゼッペ・ヴェルディに多くの名作、例えば『リゴレット』、『椿姫』の台本を提供したことで有名である。

## 生涯
ピアーヴェは1810年にヴェネツィア近くのムラーノ島（当時はナポレオン支配下）で、事業家の父の長男として生まれた。家族の意向は彼をローマの修道院へ入れ、やがては聖職に就かせることであったが、父親の事業失敗にともないその道を断念、出版業者のもとで校正の仕事を行うようになった。彼はそこで余技として詩作（結婚式の祝辞のための詩など）を行うようになったが、その美文がいつしか人の認めるところとなり、1842年から（異説あり）ヴェネツィア・フェニーチェ劇場の座付演出家兼台本作家となった。彼の最初の台本作品『アルバの公爵』Il duca d'Albaはジョヴァンニ・パチーニのために書かれたが、今日では採り上げられない。

### 『エルナーニ』
その後1843年になり、ちょうどミラノ・スカラ座との契約問題がこじれ、フェニーチェ劇場の新作委嘱に応じようとしていたヴェルディに、ピアーヴェは、ウォルター・スコットの小説「ウッドストック」に基づいて独自に台本を書き暖めていた『アラン・キャメロン』Alain Cameronを提案して、2人の20年にも及ぶ共同作業が開始されたのだった。なおこの『アラン・キャメロン』はこの時ヴェルディの関心を惹かず、1848年になってやはりパチーニにより作曲されたが顧みられない。
かわって浮上したのがヴィクトル・ユーゴー原作「エルナニ」Hernaniであった。ピアーヴェはヴェルディの意向通りに、ある部分では大胆なカットを行い、またある部分ではユーゴーの台詞回しをそのまま活かした。ヴェルディ初期の傑作『エルナーニ』Ernaniはこうして誕生、1844年の初演は大成功し、またこれはヴェルディにとって初めてイタリア国外での成功を勝ち取る作品ともなったのである。

### ヴェルディに忠実に奉仕
ピアーヴェはこの『エルナーニ』を含め、他のどの台本作家よりも多い全9作のヴェルディ作品に台本を提供している。『アッティラ』（初演1846年、以下同じ）、『マクベス』（1847年）、『イル・コルサーロ』（1848年）、『スティッフェーリオ』（1850年）、『リゴレット』（1851年）、『椿姫』（1853年）、『シモン・ボッカネグラ』（1857年）、『運命の力』（1862年）である。前半の数作は傑作とは言えないまでもどれも独特の力強いドラマ展開をもっている。そして『リゴレット』以降の作品はイタリア・オペラの傑作揃いであり、今日でも頻繁に上演がなされる。ピアーヴェは上演監督として鋭い舞台感覚を培い、「どうすれば聴衆に受けるのか」のアイディアを具体化していったのである。
またピアーヴェのもう一つの重要な任務は、短気で自己主張の強いヴェルディに代わっての、検閲当局との折衝であった。ドラマ展開が力強くなればなるほど、ヴェネツィアその他都市の劇場検閲官は問題を見出し、大幅な改変を要求するのが常であったが、ピアーヴェは粘り強く交渉を行い、例えば『リゴレット』で検閲側の大幅な譲歩を引き出すなど、3歳年下のヴェルディに忠実に奉仕した。
ヴェルディ以外のオペラ作曲家たち、例えばメルカダンテなどに対してもピアーヴェは台本提供を行ったが、初演当時はともかく、今日レパートリー作品となっているものは一切ない。

### 晩年
ピアーヴェはフェニーチェ劇場監督の座に1860年まで在任、同年にはヴェルディの強い推薦もあってミラノ・スカラ座の同様のポストに移ることができた。もっともヴェルディとスカラ座との不和は継続しており、この後ピアーヴェがヴェルディ作品の台本作りに参加したのは、ロシア・サンクトペテルブルクからの委嘱作品である『運命の力』のみであった。
1867年12月、スカラ座へリハーサルに赴く途上に脳卒中の発作で倒れたピアーヴェは、それから1876年の死までのほぼ8年間を、半身不随、言語不自由の状態で過ごした。ヴェルディは物心両面での温かい支援を継続し、それはピアーヴェの死後も遺族に対して継続したという。

## ヴェルディとの関係
ヴェルディとピアーヴェの間には膨大な量の書簡が残されている。ピアーヴェは詩文に優れる、といっても、特に1840年代にあってはオペラの楽典、舞台上の効果などに関してほぼ素人同然であり、ヴェルディは題材に対して自分はどう考えるか、どのように新奇性を追求すべきか、などを事細かく、噛んで含めるようにピアーヴェに教えており、これが今日ではヴェルディのオペラ制作における第一級の資料として役立っているのである。
私生活においても、ヴェルディや妻ジュゼッピーナはピアーヴェ一家と深い親交を欠かさなかった。ピアーヴェは1848年革命に際して、あるいは1859年からのイタリア統一戦争に際して、ヴェルディが彼の政治的見解を忌憚なく吐露した数少ない友人であった。一方では、ヴェルディが「大家」となった後もお互いに手紙で敬称でなく、あだ名で呼び合うこともできる関係でもあり、これは他の全ての台本作家たちとは異なっていた。
もっとも経済的報酬の面ではヴェルディとピアーヴェとでは雲泥の差であった。2人の第一作『エルナーニ』ではヴェルディはフェニーチェ劇場からの報酬のうち僅か15分の1をピアーヴェに割いてやっただけ（ヴェルディは当時としては異例なことに作曲者が台本作家に報酬を支払う方式に固執した）だったし、最後の『運命の力』に至ってはヴェルディの6万フランス・フランに対してピアーヴェは3千フランと、むしろその格差は拡大しているのである。ヴェルディが病臥中のピアーヴェに経済支援をしたのは、対等の友人のそれというよりは優位に立つ者の慈善だったかもしれない。

## アルバム・ピアーヴェ
1867年の脳卒中で不随状態のピアーヴェを支援するのに、ヴェルディはユニークな方法を考案した。ジュゼッペ・ティグリ（Giuseppe Tigri）の詩集「トスカーナ民衆歌集」に有名作曲家の曲を付け、出版した歌曲集の印税収入をピアーヴェに寄贈しよう、というのである。1869年にヴェルディはこれを楽譜出版社リコルディ社に提案、その書簡中で彼は驚くべきことに、リヒャルト・ワーグナーをその一員として加えられないだろうか、と書いている。これが実現したならば、19世紀を代表するヴェルディとワーグナー両巨人作曲家の、もちろん唯一の共同作業ともなり、当時も（現代でも）注目を集めたことだろうが、ワーグナーが全く関心を示さなかったらしくその企ては潰えた。
結局ワーグナーなしで1869年に出版されたこの小品集はしばしば「アルバム・ピアーヴェ」と呼ばれ、ヴェルディは軽妙なストルネッロ「君は僕を愛さないと言う」Tu dici che non m'ami を提供している。ヴェルディ以外の参加作曲家はアントニオ・カニョーニ、ダニエル＝フランソワ＝エスプリ・オベール、サヴェリオ・メルカダンテ、フェデリコ・リッチ、アンブロワーズ・トマである。